# Sebastian Lucius (Maler)
Sebastian Lucius (* vor 1881; † nach 1909) war ein deutscher Historien-, Porträt- und Landschaftsmaler des späten 19. und frühen 20. Jahrhunderts. Die Daten seiner Geburt und seines Todes sind unbekannt.

## Leben

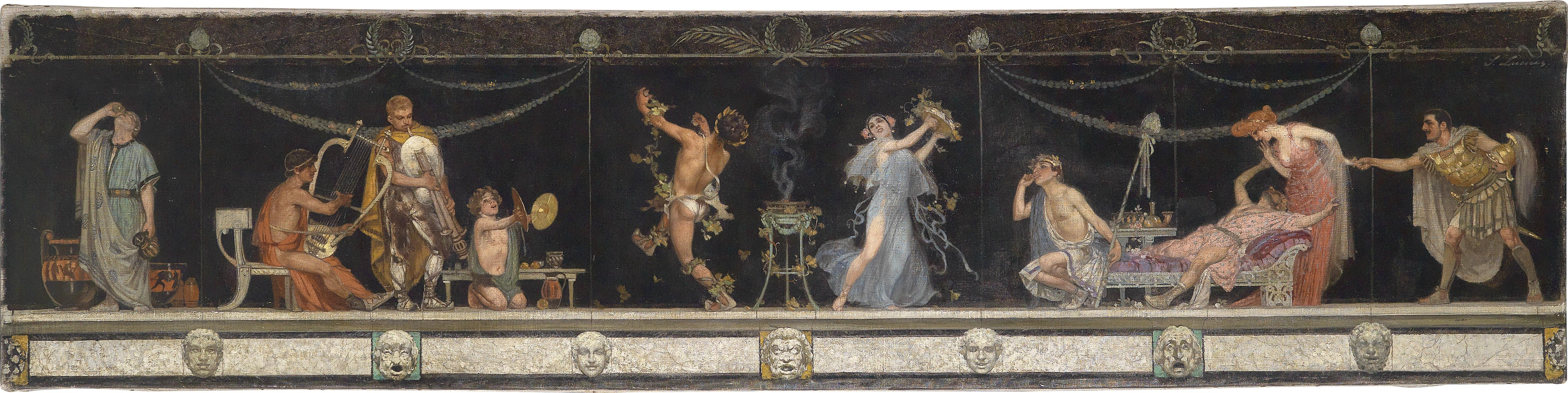
Römischer Fries (Supraporte), Öl auf Leinwand, ausgestellt auf der Großen Berliner Kunstausstellung des Jahres 1898

Lucius, Sohn des Düsseldorfer Zentrumspolitikers August Lucius, studierte in den Jahren 1881 bis 1884 an der Kunstakademie Düsseldorf Malerei. Dort waren Hugo Crola und vor allem Peter Janssen der Ältere seine Lehrer. Seinen aus Erfurt stammenden Zögling stufte Letzterer als „begabt“ ein. Später wurde Lucius Privatschüler von Fritz von Uhde in München. Ab 1891/1892 beschickte er aus Italien, wo er um 1897 mit Richard Voß, Paul Hoecker und anderen verkehrte, die großen Münchner und Berliner Ausstellungen. Auf der Großen Berliner Kunstausstellung des Jahres 1909 war Lucius mit den Bildern Siesta und Madonna vertreten.